# خاندان فوجی
خاندان فوجی (به ژاپنی: 富士氏)، یکی از خاندان‌های سامورایی در به عنوان ارباب قلعه فوجی/ قلعه اومیا  در منطقه فوجی، شیزوئوکا، ولایت سوروگا، ژاپن بود.